# Wudang, Gansu
Wudang är en socken i nordvästra Kina. Den ligger i Zhang härad i staden Dingxi i provinsen Gansu, omkring 160 kilometer sydost om provinshuvudstaden Lanzhou. Antalet invånare är 9 753. Befolkningen består av 4 718 kvinnor och 5 035 män. Barn under 15 år utgör 21,0 %, vuxna 15-64 år 70 %, och äldre över 65 år 7,0 %.